# Rottura dielettrica
Il fenomeno della rottura dielettrica si ha quando un materiale che in condizioni ordinarie è dielettrico cessa di essere isolante perché sottoposto ad un campo elettrico sufficientemente elevato. In genere la rottura dielettrica è seguita da una scarica che percorre il materiale e può anche danneggiarlo irreparabilmente.
Il campo elettrico massimo al quale può resistere un certo dielettrico senza entrare in conduzione è detto rigidità dielettrica del materiale, e quando si ha la scarica si dice anche che la sua rigidità dielettrica è stata perforata.
Nei solidi il fenomeno avviene principalmente per effetto tunnel di cariche; in particolare per i materiali cristallini si parla di tunneling Zener, ovvero passaggio di elettroni da una banda di energia ad un'altra (sfruttato, ad esempio, per il funzionamento dei cosiddetti diodi Zener).
Attraverso i gas invece si possono avere scariche in seguito a ionizzazione, come accade ad esempio nel caso dei fulmini o dei tubi al neon.